# № 42 (obwód akmolski)
№ 42 (kaz. № 42; ros. № 42) – mijanka i przystanek kolejowy w miejscowości №42-temyr żoł ajrygy, w rejonie Arszały, w obwodzie akmolskim, w Kazachstanie. Położona jest na linii Astana – Szu, na trasie Nowego Jedwabnego Szlaku.